# 汽缸蓋

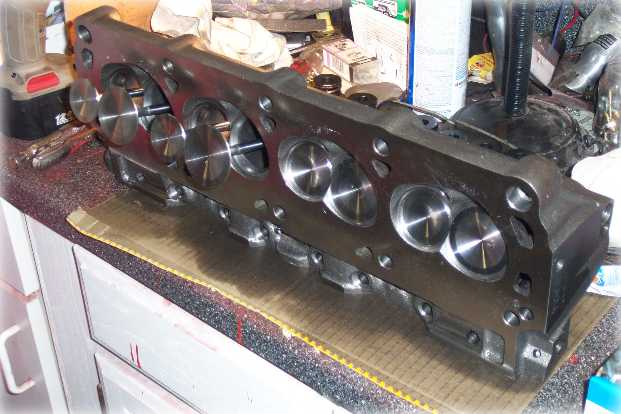
福特5000cc引擎的汽缸蓋

汽缸頭又稱為引擎的上半座，座落於汽缸床之上，在頂置汽門設計(OHV)的引擎中，其內部包含了主要的閥機構，如汽門、汽門彈簧、氣門挺桿/搖臂，
而在頂置凸輪軸(SOHC or DOHC)設計的引擎中，又包括了凸輪軸，凸輪齒盤等等。同時也包括了燃燒室。火星塞也安裝於此。汽缸頭跟汽缸床被緊密地鎖在一起，中間夾有汽缸床墊片。
汽缸頭可視為發揮引擎性能的重要關鍵，如進排氣道的流量大小，跟凸輪軸的搭配將密切地影響容積效率。燃燒室的形狀並決定了引擎容不容易爆震的特性，其容積也跟壓縮比息息相關。